# Grande città
Una grande città è una città con una popolazione superiore a 100.000 abitanti. Il termine venne stabilito dall'Istituto internazionale di statistica nell'assemblea del 1887 a Roma. Il termine analogo in inglese è large city o major city (in alcuni contesti semplicemente city o metropolis), in francese è grande ville, in tedesco è Großstadt.
Una città piccola è detta cittadina, una città ancora più grande si chiama metropoli (solitamente con più di un milione di abitanti), mentre una città enorme con più di 10 milioni di abitanti (secondo altri la soglia è di 5 milioni) è definita megalopoli.

## In Italia
Le grandi città italiane sono 45 (dati ISTAT aggiornati al 31 dicembre 2018), ma altre 25 città superano gli 80.000 abitanti. Giugliano in Campania è l'unica a non essere capoluogo di provincia.

## In Francia
In Francia le grandi città, o grande ville in francese, sono 39 (dati 2006), ma altre 16 città superano gli 80.000 abitanti. Parigi è l'unica città a superare il milione di persone (2 181 371 abitanti): la seconda città francese – Marsiglia – raggiunge infatti gli 839.043 abitanti.

## In Germania
In Germania ci sono 81 grandi città (dati 2008). Berlino è stata la città che ha subìto il maggior calo di popolazione: nel 1942 aveva 4,5 milioni di abitanti, la terza città del mondo dopo New York e Londra, dopo la Seconda guerra mondiale ne erano rimasti solo 2,8 milioni. Oggi ha 3,4 milioni di abitanti.

## In Austria
In Austria ci sono 5 grandi città (dati 2009): Vienna (1.678.271 abitanti), Graz (253.994 abitanti), Linz (189.122 abitanti), Salisburgo (147.732 abitanti) e Innsbruck (118.035 abitanti).

## In Svizzera
In Svizzera ci sono 5 grandi città (dati 2009): Berna (122.925 abitanti), Zurigo (365.132 abitanti), Ginevra (183.287 abitanti), Basilea (164.937 abitanti) e Losanna (122.284 abitanti).

## In Svezia
In Svezia ci sono 5 grandi città (dati 2005): Stoccolma (1.252.020 abitanti), Göteborg (510.491 abitanti), Malmö (258.020 abitanti), Uppsala (128.409 abitanti) e Västerås (107.005 abitanti).

## In Giappone
In Giappone ci sono 109 città sopra i 100.000 abitanti e quindi definite grandi città, e 12 superano il milione di abitanti. Tokyo la città maggiore e capitale del Giappone supera addirittura i 10.000.000 di abitanti.